# تام کنن
تام کنن (انگلیسی: Tom Cannon؛ زادهٔ ۲۸ دسامبر ۲۰۰۲) بازیکن فوتبال اهل جمهوری ایرلند است.
از باشگاه‌هایی که در آن بازی کرده‌است می‌توان به باشگاه فوتبال اورتون اشاره کرد.
وی همچنین در تیم‌های ملی فوتبال انگلستان و زیر ۲۱ سال جمهوری ایرلند بازی کرده‌است.